# Tyiwiphila wubinensis
Tyiwiphila wubinensis là một loài bọ cánh cứng trong họ Elateridae. Loài này được Calder miêu tả khoa học năm 1996.